# 探偵オペラ ミルキィホームズ on stage!
『探偵オペラ ミルキィホームズ on stage!』（たんていオペラ ミルキィホームズ オン ステージ）は、奈月ここによる日本の漫画。『電撃G's Festival! COMIC』（アスキー・メディアワークス）において、2011年から連載された。

## 概要
ブシロードが手がけるメディアミックス企画「Project MILKY HOLMES」の一環として展開される漫画作品である。このメディアミックス企画は、ゲーム『探偵オペラ ミルキィホームズ』を基幹としつつ、アニメなど多様な媒体で作品を発表している。本作においては、原画家やイラストレーターとして知られる奈月ここが、「Project MILKY HOLMES」の設定や世界観に基づくオリジナルストーリーを描いている。
「Project MILKY HOLMES」の統括プロデューサーを務める中村伸行は、奈月作品の展開を「ミルキィホームズ×奈月ここPROJECT」と位置づけており、積極的に推し進めている。奈月は『電撃G's Festival! COMIC』と『電撃G's magazine』にそれぞれ別々に作品を発表しつつ、インターネット上でもウェブコミックとしてまた別の作品を発表するなど、漫画作品としては異例の2誌1サイト同時並行での連載となっている。
まず、『電撃G's Festival! COMIC』では、奈月は『探偵オペラ ミルキィホームズ on stage!』として、ストーリー漫画を連載している。4コマ漫画を多用しているが、単なるギャグ漫画ではなく、ストーリー性を持たせた作品となっている。また、『電撃G's magazine』では、奈月が『みるほむ』と題して、オリジナルストーリーの4コマ漫画をフルカラーで連載している。こちらの作品も『探偵オペラ ミルキィホームズ on stage!』の単行本に収録されている。たとえば、単行本第1巻においては、探偵「シャーロック・シェリンフォード」を紹介する第1話から、警察官「遠山咲」を紹介する第8話までが収録されている。
さらに、Project MILKY HOLMESの公式ウェブサイトでは、『奈月先生4コマ連載』と題したページが開設されている。こちらではほぼ毎週、奈月がオリジナルストーリーの4コマ漫画を掲載している。こちらの作品も『探偵オペラ ミルキィホームズ on stage!』の単行本に収録されている。たとえば、単行本第1巻においては、第1話「美少女探偵四人組湯けむり温泉殺人事件」から、第35話「いい子にしてたきみたちに」までが収録されている。

## あらすじ
近未来の「偵都ヨコハマ」が舞台となっている。この世界では、トイズと呼ばれる能力が存在し、その力を悪用する怪盗と、その力を正義のために行使する探偵が対立している。この偵都ヨコハマにある探偵養成機関「ホームズ探偵学院」に入学した生徒4名が、探偵チーム「ミルキィホームズ」として活動するさまを描いた物語である。
第1話「迷探偵は我が子なり」では、ミルキィホームズの指導教官「小林オペラ」がイギリスに旅立ち不在となる中、残された4名のメンバーだけで事件の解決に奮闘する物語である。なお、本作において小林がホームズ探偵学院を離れた理由は、警察機関に探偵の力を活用したいイギリス当局から要請され、警察チーム「Genius4」の担当官「神津玲」とともに長期出張することになったとされている。小林の見送りのため、ヨコハマからナリタに向かうミルキィホームズが、途中でトラブルに巻き込まれた人物を見つけ、「依頼人優先は探偵の務め」だとして事件を解決するというハートフルストーリーである。
時系列的には、第1話では小林がまだホームズ探偵学院にて指導教官を務めており、ミルキィホームズがトイズを失っておらず、ホームズ探偵学院の外観もゲーム版同様のため、ゲーム版ラスト近辺からアニメ版直前までと思われる。基本的には「Project MILKY HOLMES」の設定や世界観に準拠しているが、ゲーム版やアニメ版ではなかなか描かれない人物描写にも力を入れている。たとえば、怪盗「トゥエンティ」は、怪盗でありながら美術教師「二十里海」に扮しホームズ探偵学院に潜入しているが、彼の教育者としての信念や生徒らに対する愛情なども描かれている。たとえば、パン食い競争をめちゃくちゃにしたミルキィホームズのメンバーに対し教師として厳しく指導するシーンや、その裏に隠された教育者としての思いを独白するシーンが描かれている。また、アニメ版には一切登場しない神津玲と、アニメ版オリジナルキャラクターのかまぼこがメインキャラクターとして共演する、唯一の公式作品である。ただし、ごぼ天は登場しない。

## 書誌情報
- ブシロード・クロノギアクリエイティヴ企画・原作、奈月ここ作『探偵オペラ ミルキィホームズ on stage!』アスキー・メディアワークス〈電撃コミックス〉。
  1. 2012年1月27日発行、ISBN 978-4-04-886285-1
  2. 2012年8月27日発行、ISBN 978-4-04-886927-0